# Invicta International Airlines
Invicta International Airlines Ltd era una compagnia aerea charter con sede all'aeroporto di Manston nel Regno Unito. Operò servizi passeggeri e merci non di linea tra il 1965 e il 1982.

## Storia della compagnia

### Anni '60
Invicta International Airlines venne fondata nel novembre 1964 da Hugh Kennard in seguito all'acquisizione da parte di Air Holdings di Air Ferry. Stabilirono una base provvisoria all'aeroporto di Ramsgate.
L'Invicta International acquistò due Vickers Viking dell'Autair International Airways (poi Court Line) il 12 febbraio 1965, G-AHPL e G-AHOY. Di seguito di aggiunsero alla flotta due Douglas DC-4 provenienti dalla British Eagle International Airlines, G-ASPM il 18 febbraio e G-ASPN il 20 febbraio.
L'addestramento dell'equipaggio si svolse a partire dal 3 marzo, e il primo volo redditizio ebbe luogo il 20, quando uno dei Viking effettuò un volo charter per Basilea, in Svizzera. Il 30 marzo, uno dei DC-4 operò il primo carico di merci, trasportando 8 tonnellate (8.100 kg) di carcasse di agnello all'aeroporto di Metz per la Royal Canadian Air Force.

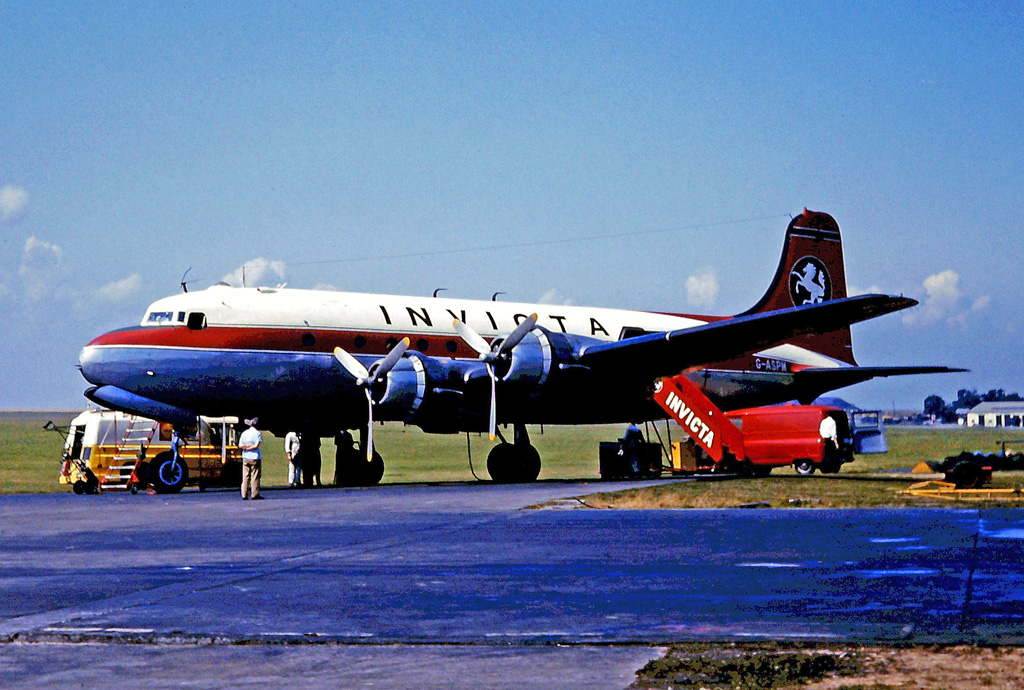
Il Douglas DC-4 di Invicta International G-ASPM parcheggiato all'aeroporto di Manston nel 1965, mentre operava un volo charter passeggeri.

Air Ferry cessò di utilizzare i Viking nel gennaio 1966 e fu negoziato l'acquisto di tre dei loro aerei, con l'acquisizione di G-AIVD, G-AIVF e G-AOCH. G-AIVD non volò mai per Invicta, essendo stato acquistato esclusivamente come fonte di ricambi. Ad aprile vennero noleggiati i DC-4 G-APID, G-ASEN e G-ASZT, tutti e tre unitisi alla flotta entro il 7 aprile. In seguito all'incidente capitato al G-APID il 20 giugno, il DC-4 G-ARWK è stato noleggiato a secco dalla Lloyd International Airways tra il 29 giugno e il 31 agosto.
Nel 1967, il DC-4 G-APID fu venduto, lasciando Invicta il 28 febbraio ed entrando nella flotta di Spantax. Subì il cedimento di una ruota anteriore nel marzo 1967, venendo successivamente ritirato dal servizio. Nel dicembre 1976, G-APID era in uso come snack bar "Aerolandia" a Siviglia, in Spagna. Il Viking G-AHOW venne ritirato dall'uso dopo Pasqua e demolito nel corso dell'anno. A settembre esisteva ancora, parcheggiato in un angolo del parcheggio di Manston, dove le persone potevano vederne l'interno pagando una modesta somma. Il 29 settembre il DC-4 G-ASZT fu restituito ad Autair.
Il 1º febbraio 1968 il Vickers Viscount G-AOCC fu consegnato a Manston, seguito dal G-AOCB il 26 marzo. Il Viking G-AIVF è stato ufficialmente ritirato dall'uso il 3 febbraio e demolito a settembre. Anche il Viking G-AOCH è stato ritirato dall'uso in questa data. L'aereo fu demolito entro la fine dell'anno.
Il 3 gennaio 1969 fu annunciato che Invicta si sarebbe fusa con British Midland a partire dal 18 marzo. British Midland doveva operare voli passeggeri utilizzando una flotta di 12 Viscount. Invicta doveva operare un servizio cargo con il nome "British Midland - Invicta Cargo" utilizzando una flotta di tre DC-4, ma ad aprile Kennard decise che la fusione non funzionava e due mesi dopo formò la Invicta Airways (1969) Ltd. Gli aerei disponibili erano i tre DC-4, G-ASPM, G-ASPN e G-ASEN. I Viscount rimasero nella flotta di British Midland come parte della fusione.
Un ex dipendente di Invicta, Cornelius Donovan, citò in giudizio i suoi ex datori di lavoro per un risarcimento di £ 1.500 sostenendo che Invicta aveva voluto che pilotasse aerei in circostanze "illegali e pericolose". Donovan era stato assunto nel 1965 e gli aerei in questione erano i Viking G-AHPL e G-AHOY. Invicta contro-citò per £ 2.151 in voli persi, negando le accuse di Donovan. Il caso si risolse a favore di Invicta.

### Anni '70
Nel 1970 il DC-4 stava diventando ormai un modello antiquato e altri tipi di aeromobili disponibili avevano una capacità molto maggiore. Vennero stilati dei piani per sostituire i DC-4, e nei mesi di luglio e agosto i lavoratori portuali di tutto il Regno Unito dichiararono sciopero, portando a un aumento delle attività di trasporto merci via aereo. Il 10 ottobre Invicta noleggiò il Vickers Vanguard G-AXNT da Air Holdings.
Il DC-4 G-ASEN fu venduto a Wenela il 3 febbraio 1971, arrivando a Johannesburg il 4 febbraio. Il 1º marzo acquistò il Vanguard G-AXOO, seguito da G-AXOP l'8 maggio. Questo aereo era stato noleggiato da Air Holdings.
Anche il Vanguard G-AZRE venne concesso in leasing da Air Holdings, il 27 marzo 1972. Invicta vendette il DC-4 G-ASPN ad Africair il 18 aprile e consegnato a Johannesburg. Il 2 maggio, il Vanguard G-AXOY è stato noleggiato da Air Holdings. Il 5 settembre, il DC-4 G-ASPM è stato venduto ad Africair. Fu l'ultimo DC-4 nel registro civile del Regno Unito all'epoca.
All'inizio del 1973, la situazione finanziaria di Invicta era critica. I fornitori rifiutarono di fargli credito per beni e servizi vari. Il 15 gennaio, Air Holdings riprese possesso dei suoi cinque Vanguard, i quali vennero tutti portati all'aeroporto di Lydd per lo stoccaggio. Nel febbraio 1973, European Ferries Group acquisì una partecipazione del 76% di Invicta e raggiunse un accordo con Air Holdings per l'acquisto dei Vanguard. L'aereo fu riportato a Manston, ma il certificato di aeronavigabilità del Vanguard G-AXOO era scaduto il 28 febbraio senza essere rinnovato. L'aereo è stato utilizzato come fonte di ricambi fino alla demolizione nello stesso anno.
Il 10 aprile il Vanguard G-AXOP si schiantò a Soletta, in Svizzera. Il gemello G-AYFN venne affittato in sostituzione del G-AXOO il 16 aprile e acquistato il 16 ottobre. I Vanguard CF-TKA, CF-TKM e CF-TKS furono comprati in Canada e lì smantellati per fornire pezzi di ricambio, spediti poco tempo dopo nel Regno Unito. Il 3 novembre, il Boeing 720B G-BCBA venne portato a Manston. La Middle East Airlines non usufruì di un'opzione sull'aereo, noleggiato da European Ferries.
Il 10 maggio 1974 G-BCBA fu acquistato da European Ferries. Durante l'anno, l'aereo è stato inviato negli Stati Uniti per l'installazione di sedili e finestrini aggiuntivi. La procedura durò due mesi. Il 5 giugno il Vanguard G-BAFK venne affittato da Air Holdings. Il 13 dicembre viene noleggiato il Bristol Britannia G-AOVT dalla Monarch Airlines.

### 1975
G-AOVT uscì dal contratto di leasing il 10 marzo 1975, venendo così ritirato dal servizio. È stato conservato all'Imperial War Museum di Duxford. A maggio, European Ferries annunciò di aver deciso di ritirarsi dall'attività aeronautica entro la fine di ottobre. Il Vanguard G-AYRN fu venduto ad Europe Air Service e consegnato all'aeroporto di Perpignano il 29 agosto. Seguì la vendita dei Vanguard G-AXNT, G-AXOY e G-AZRE. G-AXOY effettuò l'ultimo volo passeggeri di un Vickers Vanguard nel Regno Unito il 26 ottobre 1975, un volo di linea di un'ora da Luton. I beni e le attività di Invicta vennero comprati nel dicembre 1975 dalla Universal Air Transport Sales Ltd, il cui presidente era Hugh Kennard. Stipularono un accordo con IAS Cargo Airlines affinché Invicta potesse affittare due Britannia.
Il 1º gennaio 1976 il Britannia G-AOVS venne noleggiata dalla IAS, seguito da G-AOVF il 22 gennaio. Il contratto di leasing era su base ACMI (aeromobili, equipaggio, manutenzione e assicurazione), con l'aeromobile operante con nominativi e numeri di volo IAS. Il 13 giugno scadde il contratto relativo a G-AOVS, venendo restituito alla IAS. Il 14 giugno 1976, il Britannia 5Y-AZP fu affittato da Monarch.
Il 7 gennaio 1977 un Britannia 308F, 5Y-AZP, fu acquistato da Invicta e ri-registrato come G-ANCF tre giorni dopo. G-AOVF venne restituito alla IAS a fine settembre, per poi essere acquistato il 2 novembre. Il Britannia G-ANCF operò tutti i voli di Invicta fino al novembre 1978.
Nel gennaio 1979 entrambi i Britannia furono ridipinti. Durante l'estate si tenne il Broadstairs Water Gala, che includeva uno spettacolo aereo. Invicta fu invitata a parteciparvi, con il risultato che G-AOVF effettuò un volo basso con tre motori e il lato sinistro coperto d'olio. Le fotografie mostrano che la folla vide solo il lato di dritta.

### Anni '80

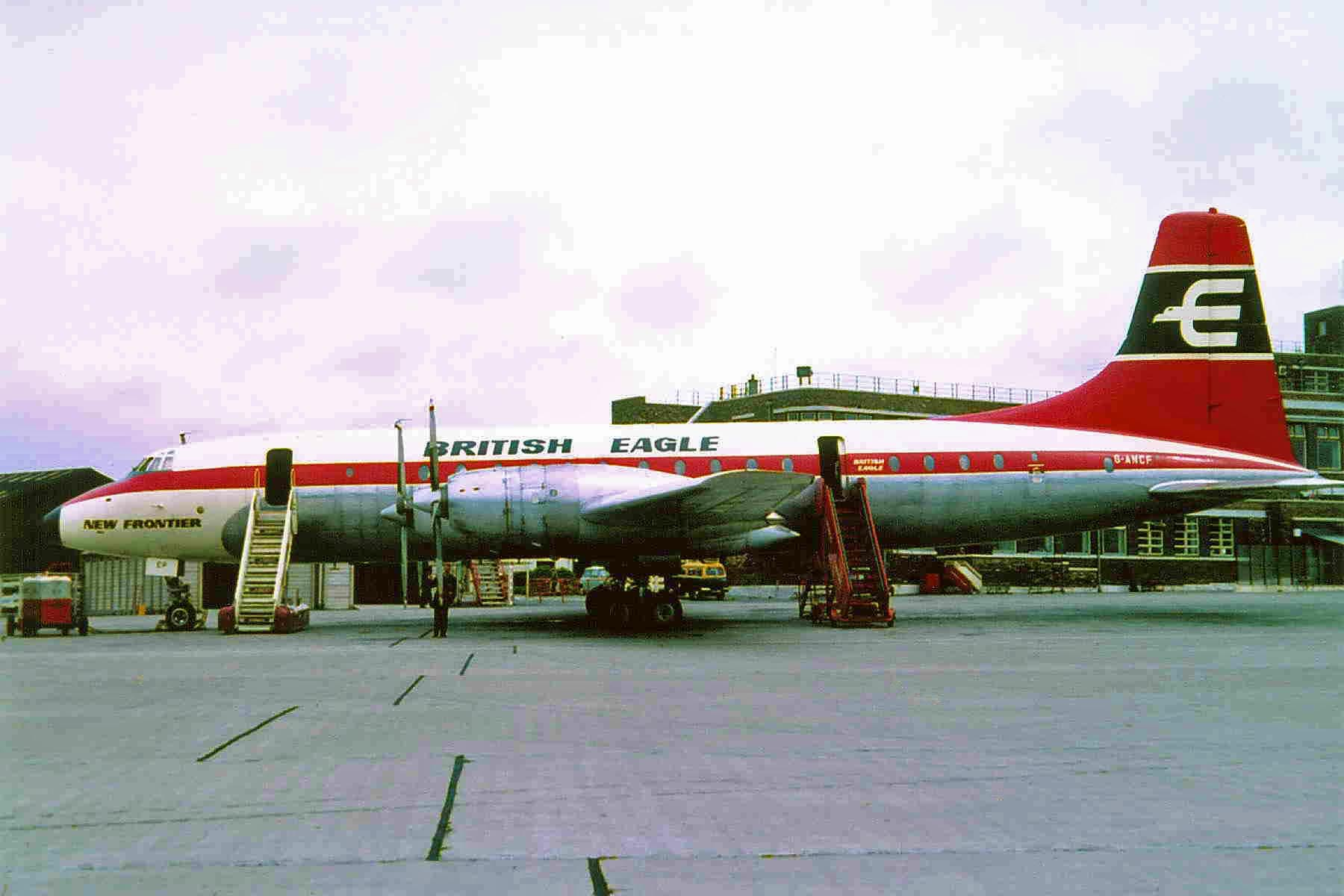
Il Britannia G-ANCF quando faceva ancora parte della British Eagle.

All'inizio del 1980 Invicta fu venduta all'uomo d'affari keniota Horatio De Gama Rose. Kennard lasciò l'azienda e aprì un'attività a Canterbury rinnovando auto d'epoca. Il Britannia G-ANCF fu ritirato dal sevizio attivo il 30 ottobre 1980, lasciando volare solo G-AOVF. A dicembre venne concordato che G-AOVF sarebbe stato affittato a IAC Cargo Airlines dello Zaire. L'aereo è stato riverniciato tra il 30 dicembre 1980 e il 2 gennaio 1981 e reimmatricolato 9Q-CAZ.
Il contratto di leasing di G-AOVF scadde il 16 giugno 1981. De Gama Rose era entrato in trattative con Redcoat Air Cargo per vendergli la Invicta, ma l'azienda chiuse i battenti nel dicembre 1981, annullando quanto fatto finora. L'8 aprile 1982, De Gama Rose annunciò che Invicta era insolvente e di aver chiamato i curatori fallimentari. Intanto l'ultimo Britannia, G-AOVF, collassò mentre veniva portato ad un check di manutenzione.
Il 28 agosto l'aeromobile passò di proprietà del curatore fallimentare. Le attività di Invicta furono vendute a Seabourne Aviation. G-AOVF è stato successivamente adattato per effettuare un volo tecnico per Southend, come annotato nel febbraio 1983. Nel 1984 è stato trasportato a Cosford ed è ora conservato all'Aerospace Museum. G-ANCF è stato smantellato nel 1984. In seguito è stato posto in magazzino a Kemble e nel 2007 doveva essere restaurato all'aeroporto John Lennon di Liverpool.

## Incidenti
- 15 aprile 1965 - All'aeroporto di Manston il Viking G-AHOY si ribaltò danneggiando le eliche, la ruota di coda e la fusoliera quando cadde all'indietro. Successivamente è stato ritenuto necessario cambiare un motore.[3]
- 2 agosto 1965 - Sempre a Manston il Viking G-AHPL si ribaltò sul muso durante un decollo abortito. Le riparazioni richiesero un mese.[3]
- 20 giugno 1966 - Il Douglas DC-4 G-APID subì il cedimento della sua ruota anteriore durante il rullaggio per il decollo da Manston.[4]
- 10 aprile 1973 - Il volo Invicta International Airlines 435, un Vickers Vanguard 952 da Bristol-Lulsgate e diretto a Basilea-Mulhouse, si schiantò su una collina boscosa e innevata vicino a Hochwald, Soletta, Svizzera. Si girò sulla schiena e si ruppe, uccidendo 108 persone con soli 40 sopravvissuti. Molti dei passeggeri erano donne originarie dei villaggi di Axbridge, Cheddar, Wrington, Winscombe e Congresbury nel Somerset, in Inghilterra.[21][22][23]
- 3 maggio 1975 - Durante un volo dall'aeroporto di Luton a quello di Exeter, la barra di comando del Vanguard G-BAFK si staccò dal quadro strumenti. Il copilota effettuò un atterraggio d'emergenza.[13]
- 5 aprile 1980 - Il carrello d'atterraggio di dritta del Britannia G-AOVF non rientrò durante il decollo dall'aeroporto di Ponta Delgada, in Portogallo. I piloti riuscirono ad atterrare a Manston, dove si scoprì che c'era una crepa di 2 piedi (610 mm) nella trave del carrello.[19]

## La flotta

### Vickers Viking

#### G-AHOW
Era un Vickers 498 Viking 1A. c/n 124. Volò per la prima volta il 4 ottobre 1946, entrando nella flotta della British European Airways l'11 ottobre 1946 come G-AHOW e soprannominato Vanessa, per poi essere registrato presso il Ministero dell'Aviazione Civile il 2 febbraio 1948. Successivamente fu venduto alla James Stewart Travel e in seguito alla società di leasing GS Sale. Passò a Trans World Charter il 4 agosto 1950. Il 3 dicembre 1951 entrò nella flotta di Crewsair, denominata African Trader. Nel dicembre 1952 passò alla Eagle Aviation. L'11 gennaio 1953 fu affittato ad Airwork. Reimmatricolata con il codice di immatricolazione militare XD636 il 10 marzo, venne utilizzato per trasportare le truppe. Il 5 novembre 1954 è stato venduto alla Trek Airways, Sud Africa, che lo registrò come ZS-DKI e lo rinominò Louis Trichardt. Il 2 aprile 1955 l'aereo perse del tessuto da un'ala, il che costrinse i piloti ad effettuare un atterraggio d'emergenza su una pista di atterraggio vicino a Messina. Venduto il 31 luglio 1958 ad African Air Safaris, registrato nuovamente G-AHOW e denominato Skukuza. Il 26 novembre 1959 l'AAS cambiò nome in Air Safaris Ltd. Affittato il 4 maggio 1962 a Eros Airline (UK) Ltd, è stato poi venduto il 6 aprile 1964 alla Air Ferry Ltd, per poi passare ad Invicta il 28 ottobre 1966. Ritirato dal servizio nel settembre 1967 a Manston, è stato radiato dal servizio attivo il 3 febbraio 1969 e demolito nello stesso anno.

#### G-AHOY
Era un Vickers 614 Viking Mark 1, c/n 128 che volò per la prima volta il 26 ottobre 1946 e certificato dal Ministero dell'Approvvigionamento. Entrato nella flotta di British European Airways il 5 novembre 1946 e registrato come G-AHOY, con il nome di Vanity, presso il Ministero dell'Aviazione Civile il 21 luglio 1947. Venduto il 17 gennaio 1949 all'Hunting Air Travel, il 26 febbraio 1958 passò alla Pegasus Airlines, che cessò ogni attività il 25 ottobre 1961, venendo affittato il 10 maggio 1963 alla Autair. Il 6 aprile 1964 subì danni sostanziali in un anello di terra a Stansted. Infine lo vendetteroil 12 febbraio 1965 ad Invicta. Quando scadde il suo certificato di aeronavigabilità il 15 marzo 1968, è stato ufficialmente ritirato dall'uso il 3 febbraio 1969.

#### G-AHPL
Un Vickers 610 Viking Mark 1B, c/n 149. Primo volo il 9 aprile 1947. Per British European Airways il 14 aprile 1947 come G-AHPL, denominato Verdant. ampiamente danneggiato il 28 agosto 1949 in un atterraggio a ruote alzate a Le Bourget. È stato ribattezzato Lord Anson nel 1951 e venduto il 10 aprile 1953 a Eagle Aviation, poi il 28 aprile a Central African Airways Corporation. Registrato nuovamente VP-YKK e denominato Lundi. Venduto il 22 dicembre 1958 a Pegasus Airlines, che ha cessato l'attività il 25 ottobre 1961. Affittato il 14 marzo 1963 ad Autair. Venduto il 12 febbraio 1965 a Invicta. Ritirato dal servizio nel maggio 1967. Certificato di aeronavigabilità scaduto il 15 marzo 1968.

#### G-AIVF
Un Vickers 610 Viking 1b. c/n 219. Effettuò il suo primo volo il 16 maggio 1947 ed entrò nella flotta di British European Airways il 30 maggio come G-AIVF, denominato Vibrant. In seguito è stato ribattezzato Sir James Somerville il 3 febbraio 1953. Venduto il 28 marzo 1956 alla Deutsche Flugdienst e registrato come D-AGIL. Reimmatricolata D-BARI il 2 aprile 1958. Venduta il 15 aprile 1958 a Balair e reimmatricolata HB-AAN. Nel 1958 fu affittato alle Nazioni Unite. Il 3 settembre 1960, il carrello di tribordo non riuscì a rientrare al decollo da Southend. L'aereo è stato sostanzialmente danneggiato nel successivo atterraggio di emergenza a Basilea. Venduto il 12 aprile 1963 ad Air Ferry e registrato nuovamente G-AIVF. Venduto il 23 marzo 1966 a Invicta. Ritirato dal servizio nel maggio 1968. Ufficialmente ritirato dall'uso il 3 febbraio 1969 e demolito nel settembre dello stesso anno.

#### G-AOCH
Un Vickers 610 Viking Mark 1B, c/n 150. Compì il suo primo volo il 19 agosto 1947 e venne registrato presso il Ministero dell'Approvvigionamento il 5 settembre 1947 come VL231, un contrassegno della Royal Air Force, prima di passare alla Royal Australian Air Force il 3 dicembre 1947 come A 82-1, venendo utilizzato come velivolo da trasporto presso lo stabilimento di armi a lungo raggio di Woomera, dove il suo muso rimase danneggiato 14 giorni dopo. In seguito passò al 34º Squadrone della RAAF nel maggio 1948. Ritornato alla RAF il 29 ottobre 1951, è stato assegnato alla Empire Test Pilots School il 28 dicembre. Danneggiato il 15 agosto 1952 quando si ribaltò nuovamente sul muso dopo essere atterrato alla stazione RAF Chilbolton. In seguito fu venduto il 13 maggio 1955 alla Field Aircraft Services e registrato nuovamente G-AOCH prima di passare, il 6 giugno 1956, alla Dragon Airways. Il 13 febbraio 1957 passò nella flotta di LTU e registrato come D-AMOR. Il 15 marzo 1958 cambiarono il suo codice identificativo in D-BABY. Il 19 ottobre 1961 rimase sostanzialmente danneggiato quando il carrello di atterraggio collassò durante l'atterraggio alla base aerea di Rhein-Main, Francoforte. Venduto il 14 agosto 1963 ad Air Ferry, riprese il codice G-AOCH. Il 23 marzo 1966 passò nella flotta di Invicta. Il certificato di aeronavigabilità scadde il 7 luglio 1968. Ufficialmente ritirato dall'uso il 3 febbraio 1969, venne demolito nel corso dello stesso anno.

### Douglas DC-4

#### G-APID
Un Douglas C-54A-15-DC, n/c 10408, consegnato il 20 settembre 1944 alla United States Air Force come 42–72303. Venduto nel 1947 alla California Eastern Airways e registrato nuovamente NC54305, nel 1952 passò ad Avensa e fu reimmatricolato YV-V-EVB. Al ritorno alla California Eastern venne registrato come NC54305, e dal 3 luglio al 2 settembre 1957 lo affittarono a Transocean Airlines. È stato venduto il 24 novembre 1957 a Independent Air Travel e ri-registrato come G-APID. Il 21 dicembre 1957 il DC-4 violò lo spazio aereo albanese venendo costretto ad atterrare alla base aerea di Valona dall'aeronautica militare albanese. Independent Air Travel cambiò ragione sociale in Blue Air nell'aprile 1959, ma finì in bancarotta nell'ottobre dello stesso anno. Nel novembre 1959 è stato venduto a Continental Air Services, rinominata in Continental Air Transport a dicembre. Fu verniciato con i colori dell'Air Condor nel novembre 1960, ma non è mai stato consegnato a causa del fallimento della compagnia aerea, cosi è stato venduto a Trans World Leasing. Affittato a World Wide, British United Airways, Starways e Lloyd International Airways, tornando a Trans World nel marzo 1962. Il 18 ottobre 1962 l'aereo fece un atterraggio col carrello ancora alzato all'aeroporto di Speke. Affittato a Trans Meridian tra luglio 1963 e gennaio 1965, tra il 10 marzo 1965 e il 15 febbraio 1966 venne affittato a Dan-Air. Il 25 aprile 1966 è stato venduto a Dunkersloom Ltd. Passò all'Invicta il 6 aprile 1966, ed entrò in Spantax il 14 agosto 1967. Ritirato dall'uso nell'aprile 1968, nel dicembre 1976 era stato riconvertito in "Aerolandia Snack Bar" a Siviglia. Alla fine del 1978 rimase danneggiato da una tempesta e in seguito fu distrutto.

#### G-ARWK
Un Douglas C-54G-1-DO, n/c 35936 consegnato il 12 giugno 1945 all'USAF come 45-483. Nel 1954 fu venduto alla United States Steel Corporation e registrato come N904. In seguito venne affittato nel dicembre 1956 dalla Trans American Airways per essere utilizzato durante un ponte aereo dovuto alla rivoluzione ungherese del 1956. Il 16 giugno 1958 è stato venduto alla Charlotte Aircraft Leasing e affittato lo stesso giorno a Seaboard & Western. Restituito alla Charlotte il 15 settembre 1958, venne affittato alla Resort Airlines. Affittato il 15 ottobre 1958 a Riddle Airlines. Nel gennaio 1962 entrò nella flotta di Alaska Airlines. Il 3 maggio 1962 iniziò a prestare servizio sotto Lloyd International venendo registrato come G-ARWK. Fu venduto il 31 dicembre 1965, ma non importato in Australia, ad IPEC Aviation. Il 29 giugno 1966 passò nella flotta di Invicta. Il 31 agosto 1966 passò ad Autair, mentre il 13 novembre 1967 fu integrato in All-Air e registrato D-ADAD. Successivamente All-air si fuse il 31 marzo 1969 con Transportflug, e il DC-4 fu rinominato Inn. Nell'agosto 1969 fu consegnato ad Aeroflete e reimmatricolato EC-BSK per poi essere ritirato dall'uso nel 1970. Il suo ultimo proprietario è stato AMAZ, che nel 1975 lo reimmatricolò 9Q-COC. Ritirato dal servizio commerciale nell'aprile 1981 all'aeroporto di N'Dolo a Kinshasa, Zaire, e successivamente demolito.

#### G-ASEN
Era un Douglas C-54A-15-DC, n/c 10412 consegnato il 24 settembre 1944 all'USAF come 42–72307. Fu riconsegnato alla Douglas Aircraft Company il 13 giugno 1946 per la conversione agli standard dei DC-4. Passò alla Pan American World Airways l'8 febbraio 1947, fu reimmatricolato NC88936 e denominato Clipper Meteor. È stato poi venduto nel 1950 alla Canadian Pacific Air Lines e registrato come CF-CPD. Successivamente fu venduto alla Cathay Pacific e registrato nuovamente VR-HFF. Passò poi, il 22 gennaio 1963, a Starways, e nel gennaio 1964 a Aviation Overhauls. Nel maggio 1964 è stato affittato ad Icelandair e registrato TF-FIM, diventando G-ASEN una volta restituito ad Aviation Overhauls. Il 5 novembre 1964 è stato affittato ad ACE Freighters e gestito per conto della Ford Motor Company. Il 7 aprile 1966 entrò nella flotta di Invicta. Infine, il 4 febbraio 1971, entrò in Wenela e fu registrato ZS-IJT. Nel 1972 venne demolito all'aeroporto di Bulawayo, Rhodesia.

#### G-ASPM
Un Douglas C-54B-1-DC, n/c 10543 consegnato il 27 gennaio 1945 all'USAF come 42–72438. Venduto nel marzo 1946 alla Transocean Airlines, e reimmatricolato NC66644, nel 1949 fu ribattezzato N66644. Nel giugno 1952 passò alla Saudi Arabian Airlines e registrato come HZ-AAI. Il 16 febbraio 1964 entrò nella lotta di British Eagle International Airlines e registrato G-ASPM. Il 18 febbraio 1965 passò ad Invicta. Il 5 settembre 1972 entrò in Africair, registrato come ZS-IRK. Fu venduto nello stesso anno a Wenela e ritirato dall'uso fino al 1974, e l'anno dopo ricevette come nuovo codice A2-AAD nel 1975. Venduto nel 1976 alla Société Générale d'Alimentation e registrato come 9Q-CWQ, operò fino ad essere stivato in magazzino a Kinshasa nel 2004.

#### G-ASPN
Un Douglas C-54A-10-DC, n/c 10337 originariamente destinato a essere immatricolato 42-72232 per l'USAF, ma non fu consegnato, così venne trasferito il 1 luglio 1944 alla United States Navy come R5D-1 Bu39175. È stato poi venduto nel 1948 alla Transocean Airlines e reimmatricolato NC49288. Nel settembre 1948 venne affittato a Pakair e reimmatricolato AP-ADL. Ritornato alla Transocean alla fine del 1949 e registrato nuovamente NC49288, con il nome di Taloa Tokyo. Nel giugno 1952 fu venduto alla Saudi Arabian Airlines e registrato HZ-AAG. Il 6 febbraio 1964 passò alla British Eagle International Airlines venendo registrato G-ASPN, prima di entrare nella flotta di Invicta il 20 febbraio 1965. Danneggiato in una tempesta a Manston il 26 gennaio 1971, il 18 aprile 1972 passò ad Africair Ltd e reimmatricolato ZS-IRE. Nel giugno 1972 venne comprato da Wenela e reimmatricolata A2-ZGU. Successivamente fu sequestrato a Blantyre, nello stato africano di Malawi. Una volta sotto la SGA ricevette il codice 9Q-CBP, prima di essere ri-registrato 9Q-CWP. Nel 1991 l'aereo subì un guasto al motore non controllato all'aeroporto di N'djili e fu ritirato dal servizio nel luglio dello stesso anno.

#### G-ASZT

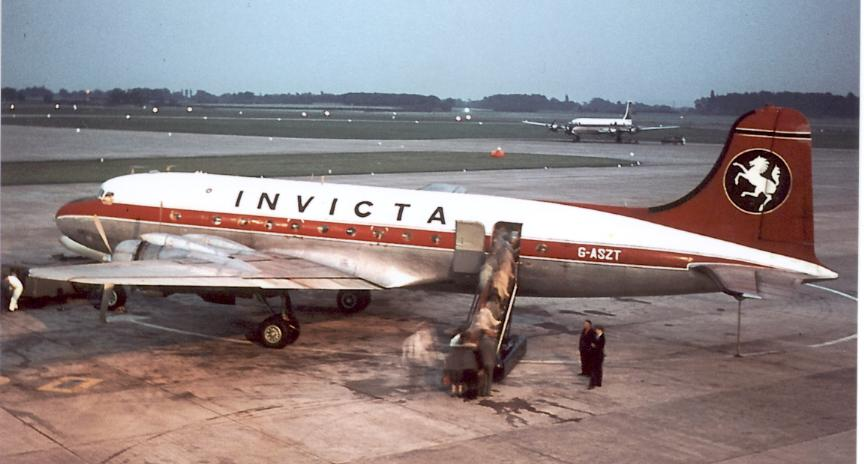
Il Douglas DC-4 Skymaster di Invicta International all'aeroporto di Manchester nell'agosto 1966.

Un Douglas C-54D-1-DC, c/n 10640 originariamente destinato alla United States Army Air Forces come 42-72535, ma trasferito alla United States Navy il 26 marzo 1945 come Bu91997, designato R5D-3. Nel 1958 è stato venduto ad Americada Corporation e registrato N40434A. Nello stesso anno passò alla Golden State Airlines. Affittato il 1º luglio 1959 a Slick Airways, tornò alla Golden State nel giugno 1960. Il 9 aprile 1962 prestò servizio sotto la Seefahrt-u-Transportinteressen GmbH e reimmatricolato D-AMAX. Il 22 aprile 1963 è stato venduto a Flugzeug Handels, nel giugno dello stesso anno passò a Malta Metropolitan diventando VP-MAA. Nel gennaio 1965 venne comprato da Autair e registrato G-ASZT. Nell'agosto 1965 passò a Rhodesian Air Services (VP-YYR). Nel gennaio 1966 entrò nella flotta di Air Trans Africa (9J-RBL). Il 9 marzo 1966 fu venduto ad Autair, poi passò, in leasing, a Invicta il 1 aprile 1966 prima di essere restituito il 29 settembre 1967. Il 15 maggio 1968 prestò servizio sotto Aero Service Africa (TN-ABC). Il 23 ottobre 1968 fu venduto a Lina Congo. Nel settembre 1974 passò a SOACO diventando TR-LTJ. Nel 1980 entrò a far parte di INCO International prima di passare ad Air Affaires Gabon nel luglio dello stesso anno.

### Vickers Viscount

#### G-AOCB
Era un Vickers 755D Viscount, c/n 92 il cui primo volo si svolse il 24 maggio 1956. Doveva essere consegnato ad Airwork come G-AOCB, ma non gli arrivò mai. Il 5 giugno 1956 fu venduto a Cubana de Aviación e registrato come CU-T604. Una volta venduto nell'aprile 1961 a Eagle Airways Ltd, venne registrato come VR-BBL. Il 19 settembre 1962 fu venduto alla Cunard Eagle Airways, registrato G-AOCB e denominato City of Edinburgh. La Cunard Eagle venne successivamente ribattezzata British Eagle nel settembre 1963. In seguito al velivolo è stato cambiato il nome in City of Belfast. Il 26 marzo 1968 è stato venduto ad Invicta. Passò a British Midland Airways il 13 gennaio 1969 dopo la fusione. Venne infine ritirato dal servizio nell'ottobre 1969 all'aeroporto di East Midlands e demolito nel maggio 1970.

### G-AOCC
Un Vickers 755D Viscount, c/n 93 il cui primo volo si svolse il 16 giugno 1956. Doveva essere consegnato ad Airwork come G-AOICC, ma come il Viscount G-AOCB non vi arrivò mai. È stato poi venduto il 20 giugno 1956 a Cubana de Aviación e reimmatricolato CU-T605. Nell'aprile 1961 fu acquistato da Eagle Airways (Bermuda) Ltd e registrato come VR-BBM. Il 3 settembre 1962 passò a Cunard Eagle Airways, registrato G-AOCC e denominato City of Belfast. La Cunard Eagle venne successivamente ribattezzata British Eagle nel settembre 1963. In seguito al velivolo è stato cambiato il nome in City of Edinburgh. Il 1 febbraio 1968 è stato venduto ad Invicta e rinominato Sylt. Passò British Midland Airways il 13 gennaio 1969 dopo la fusione. Venne infine ritirato dal servizio nell'aprile 1969 all'aeroporto di East Midlands e demolito nell'agosto 1969.

### Vickers Vanguard

#### G-AXNT
Un Vickers V952 Vanguard, c/n 737 il cui primo volo si svolse il 19 aprile 1961. Fu consegnato il 2 maggio 1961 alla Trans-Canada Air Lines come CF-TKN. Successivamente, il 1 giugno 1964, la compagnia aerea cambiò nome in Air Canada. Il 28 agosto 1969 venne venduto ad Air Holdings e ri-registrato G-AXNT. Revisionato dalla British European Airways nel novembre/dicembre 1969, il 5 maggio 1970 fu concesso in leasing alla Lebanese Air Transport, rimanendovi fino all'8 settembre. Il suo prossimo proprietario temporaneo, il 10 ottobre 1970, fu Invicta, che lo acquistò il 1 marzo 1971. Venduto il 28 ottobre 1975 a Europe Aero Service, venne reimmatricolato F-BXOO, e infine riutilizzato come fonte di ricambi a Perpignan.

#### G-AXOO
Un Vickers V952 Vanguard, c/n 733 che effettuò il suo primo volo il 19 aprile 1961. Venne consegnato il 5 maggio 1961 alla Trans-Canada Air Lines come CF-TKJ. La compagnia aerea cambiò nome in Air Canada il 1 giugno 1964. Il 1 giugno 1969 è stato venduto ad Air Holdings e ri-registrato G-AXOO. Consegnato all'aeroporto di Stansted il 17 dicembre, quindi all'aeroporto di Cambridge il giorno successivo per esservi depositato. Affittato nel febbraio 1970 ad Angkasa Civil Air Transport fino a maggio e reimmatricolato PK-ICC. È stato venduto a Invicta il 1 marzo 1971. Il certificato di aeronavigabilità scadde il 28 febbraio 1973, venendo demolito a Manston quattro anni dopo.

#### G-AXOP
Un Vickers V952 Vanguard, c/n 745. Effettuò il suo primo volo il 1º maggio 1962, mentre il successivo 7 luglio passò alla Trans-Canada Air Lines come CF-TKV. In seguito la compagnia aerea cambiò nome in Air Canada il 1º giugno 1964. Venduto il 5 maggio 1969 ad Air Holdings, registrato nuovamente G-AXOP e immagazzinato all'aeroporto di Stansted, venendo affittato l'8 maggio 1971 ad Invicta. Quando il contratto d'affitto scadde il 1 marzo 1973, Invicta lo acquistò il 5 marzo. Si schiantò il 10 aprile 1973 a Hochwald, in Svizzera, con la perdita di 108 vite.

#### G-AXOY
Un Vickers V952 Vanguard, c/n 727 che effettuò il suo primo volo il 24 ottobre 1960 prima di essere consegnato il 7 dicembre 1960 alla Trans-Canada Air Lines come CF-TKD. Il 12 agosto 1969 è stato venduto ad Air Holdings, registrato nuovamente G-AXOY e immagazzinato all'aeroporto di Stansted. Il 2 giugno 1970 venne affittato alla Air Viking e reimmatricolato TF-AVA. Il contratto d'affitto scadde il 2 dicembre. Affittato il 13 febbraio 1971 alla Thor Air Cargo, venne reimmatricolato come TF-JEJ fino al 13 giugno. Il 2 maggio 1972 è stato affittato ad Invicta e reimmatricolato G-AXOY. Dal 31 marzo 1973 avrebbe dovuto essere affittato a Silver City Airways, ma l'affare non andò in porto e Invicta comprò il velivolo il 1 marzo. Il 5 novembre 1976 è stato venduto ad Europe Aero Service e registrato F-BXOH. Il suo destino finale fu di essere utilizzato come fonte di ricambi a Perpignan.

### Boeing 720

#### G-BCBA
Un Boeing 720-023, c/n 18014 il cui primo volo si svolse il 24 giugno 1960, per poi essere consegnato esattamente un mese dopo ad American Airlines come N7528A Flagship Connecticut. Successivamente tornò alla Boeing il 31 luglio 1961 per essere riconvertito in Boeing 720-023B. Il 1 luglio 1964 fu sostanzialmente danneggiato da un crollo del carrello d'atterraggio all'aeroporto internazionale John F. Kennedy di New York. Sette anni dopo, in agosto, l'American lo ritirò dal servizio, per poi immagazzinarlo a Tulsa prima di trasferirlo a Beirut in attesa di essere venduto alla Middle Eastern Airlines. Affittato il 3 novembre 1971 alla European Ferries, venne reimmatricolato come G-BCBA, per poi essere affittato ad Invicta. Il 10 maggio 1974 venne comprato definitivamente comprato da European Ferries. Nell'ottobre 1975 fu concesso in leasing a Tempair e immagazzinato a Luton. Il 6 febbraio 1976 è stato subaffittato ad Air Niugini e reimmatricolato P2-ANG. Una volta scaduto il contratto d'affitto il 2 febbraio 1977, tornò a Luton. Un mese dopo, il 26 marzo, fu riaffittato, stavolta alla Monarch Airlines, e venduto a quest'ultima il 1º settembre. Dal 31 gennaio 1978 fino a maggio entrò a far parte di Cyprus Airways. Dal 21 settembre 1979 al gennaio 1980 volò per Royal Air Maroc. Il 20 giugno 1980 venne affittato ad Air Malta. Il 23 ottobre 1981 è stato venduto a Maof Airlines e registrato 4X-BMA e gestito per conto di El Al tra settembre 1982 e ottobre 1984, prima di essere posto in magazzino a Tel Aviv. Successivamente Maof chiuse i battenti il 2 novembre 1984. Nel novembre 1985 fu venduto alla Israel Aerospace Industries. Venduto il 26 gennaio 1986 a Omega Air e poi venduto due giorni dopo alla Boeing MAC per essere utilizzato come fonte di ricambi per i KC-135E dell'aeronautica degli Stati Uniti (ricevendo come ultimo codice identificativo N341A). Demolito a Tucson, Arizona, nel giugno 1991.

### Bristol Britannia

#### G-ANCF
Era un Bristol 305 Britannia, c/n 12922, il cui primo volo avvenne il 19 novembre 1958. Originariamente era destinato alla British Overseas Airways Corporation, ma non venne mai consegnato. Nemmeno Capital Airlines lo integrò nella propria flotta, venendo così venduto alla Northeast Airlines come N6597C, ma anche questa transazione fallì. Finalmente passò al suo primo proprietario, Bristol Aeroplane Company, diventando G-ANCF. Successivamente volò sotto i contrassegni di Classe B G-18-4 e G-14-1. Nell'ottobre 1958 fu riconvertito nel tipo 308. Venduto il 24 agosto 1959 a Transcontinental SA, venne registrato come LV-PPJ e consegnato il 16 dicembre. Dopo aver cambiato codice in LV-GJB nel 1960, venne ritirato dall'uso nel novembre 1961 a Buenos Aires. Venduto nel gennaio 1962 alla British Eagle International Airlines, fu reimmatricolato per la seconda volta G-ANCF. Venne denominato prima New Frontier, e successivamente Resolution. Nel luglio 1964 è stato convertito in aereo cargo di tipo 308F. Il 6 dicembre 1968 passa alla Monarch Airlines. Affittato il 9 febbraio 1976 ad African Cargo Airways, e reimmatricolato 5Y-AZP, il 14 giugno 1976 viene subaffittato ad Invicta, prima di essere acquistato definitivamente il 14 gennaio 1977, venendo ritirato dal servizio il 30 ottobre 1980. Nel 1984 entrò a far parte della Bristol Aero Collection a Kemble. La collezione è stata costretta a vendere alcuni velivoli a causa della perdita della sistemazione a Kemble nel dicembre 2005. Nel gennaio 2007 è stato trasferito all'aeroporto di Speke, dipinto con i colori della British Eagle.

#### G-AOVF
Un Bristol 312 Britannia, c/n 13237 Primo volo il 18 dicembre 1957. Consegnato il 2 gennaio 1958 alla British Overseas Airways Corporation come G-AOVF, è stato poi venduto il 4 marzo 1964 alla British Eagle International Airlines e denominato Friendship. Nel 1968 fu riconvertito nel modello 312F cargo. Recuperato il 27 novembre 1968 dalla BOAC, il 22 gennaio 1970 è stato venduto alla Monarch Airlines, venendo affittato, il 21 aprile dello stesso anno, alla Donaldson International Airways con il nome Nike. In seguito la Donaldson lo comprò il 24 aprile 1972. Venduto il 31 ottobre 1972 a IAS Cargo Airlines, e denominato African Queen, il 1º novembre 1972 è stato affittato all'African Safari Airways, venendo restituito alla IAS il 19 dicembre. Tra aprile 1976 e settembre 1977 entrò temporaneamente nella flotta di Invicta, che lo comprò il 2 novembre 1978. Il 3 agosto 1979 venne concesso in leasing a Redcoat Air Cargo. Affittato il 6 gennaio 1981 alla IAC Cargo Airlines, fu reimmatricolato 9Q-CAZ. Dopo il termine del contratto d'affitto il 4 giugno 1981, venne ri-registrato come G-AOVF e ritirato dal servizio. Il 21 febbraio 1983 è stato venduto alla Merchant Air, che nel maggio 1984 lo donò all'Aeroporto di Cosford per l'esposizione.

#### G-AOVS
Un Bristol 312 Britannia, c/n 13430. Il suo primo volo si svolse il 5 settembre 1958, per poi essere consegnato il 29 ottobre 1958 alla British Overseas Airways Corporation come G-AOVS. Prima venne affittato il 4 luglio 1965 alla Lloyd International Airways e subaffittato il 17 agosto dello stesso anno alla British Eagle International Airlines, che il 16 novembre lo comprò e lo riconvertì, nel giugno 1966, nel tipo 312F cargo prima di venderlo nel gennaio 1973 a IAS Cargo Airlines. Venduto il 28 dicembre 1973 ad Aviex Holding Ltd, il 14 ottobre 1975 passò alla Westwings Aviation Services Ltd, che lo affittò a IAS Cargo lo stesso giorno. Venduto il 21 marzo 1977 a Redcoat Air Cargo, gli fu dato il nome di Christian nel maggio 1977. Nell'ottobre 1979 è stato ritirato dal servizio e demolito a Luton. La fusoliera, ancora in discarica, è stata fusa il 01/09/21.

#### G-AOVT

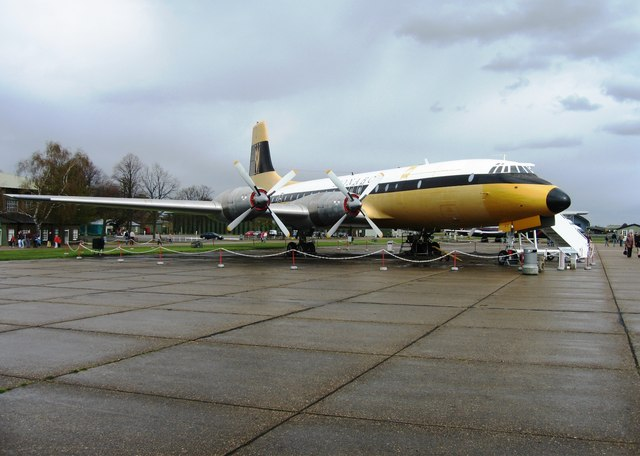
G-AOVT, esposto a Duxford.

Un Bristol 312 Britannia c/n 13427 il cui primo volo si svolse il 17 dicembre 1958. un mese dopo, il 1º gennaio 1959, è stato consegnato alla British Overseas Airways Corporation ed affittato alla British European Airways nell'aprile e nel maggio 1961. Il 13 settembre 1963 fece temporaneamente parte della flotta di British Eagle International Airlines, venendo denominato prima Enterprise e successivamente Ajax. Acquistato dalla Monarch Airlines il 18 agosto 1968, il 13 dicembre 1974 venne concesso in leasing a Invicta. Una volta scaduto il contratto daffitto il 10 marzo 1975, tornò alla Monarch e ritirato dal servizio. Il 29 giugno 1975 è stato portato a Duxford per essere conservato.